# 天草市立二江小学校
天草市立二江小学校（あまくさしりつ ふたえしょうがっこう）は、かつて熊本県天草市五和町二江に存在した小学校。

## 沿革
- 1872年（明治5年）- 二江小学校創立
- 1891年（明治24年）- 二江神社分教室設置
- 1896年（明治29年）- 分教室廃止
- 1904年（明治37年）6月1日 - 二江尋常高等小学校と改称
- 1940年（昭和15年）2月11日 - 二江町立二江尋常高等小学校と改称
- 1941年（昭和16年）4月1日 - 二江町立二江国民学校と改称
- 1947年（昭和22年）4月1日 - 二江町立二江小学校と改称
- 1953年（昭和28年）4月3日 - 島分校設置
- 1955年（昭和30年）- 五和町立二江小学校と改称
- 1967年（昭和42年）3月25日 - 島分校廃止
- 2006年（平成18年）3月27日 - 天草市立二江小学校と改称
- 2014年（平成26年）- 天草市立城河原小学校、手野小学校および御領鬼池小学校と統合し、天草市立五和小学校となる。

## 学校周辺
- 天草灘